# 阿卡德米 (印第安納州)
阿卡德米（英語：Academie）是位於美國印地安納州艾倫縣的一個非建制地區。該地的面積和人口皆未知。

## 地理
阿卡德米的座標為41°10′15″N 85°08′45″W / 41.17083°N 85.14583°W，而該地的平均海拔高度為250米（即820英尺）。